# Dąbie (Tuszyma)
Dąbie – część wsi Tuszyma w Polsce, położona w województwie podkarpackim, w powiecie mieleckim, w gminie Przecław.
W latach 1975–1998 Dąbia administracyjnie należało do województwa rzeszowskiego.
W miejscowości znajduje się przystanek osobowy Dąbie koło Dębicy.